# Dregeochloa pumila
Dregeochloa pumila är en gräsart som först beskrevs av Christian Gottfried Daniel Nees von Esenbeck, och fick sitt nu gällande namn av Hans Joachim Conert. Dregeochloa pumila ingår i släktet Dregeochloa och familjen gräs. Inga underarter finns listade i Catalogue of Life.